# 灰森莺属
灰森莺属（学名：Teretistris）是雀形目灰森莺科（学名：Teretistridae）的唯一一属，包含以下2个物种：
- 黄头灰森莺 Teretistris fernandinae
- 灰森莺 Teretistris fornsi